# Denise Marko
Denise Marko (* 6. Februar 1994) ist eine deutsche Personalfachwirtin. Als Schauspielerin wurde sie durch ihre jugendliche Hauptrolle in dem Fernsehfilm Contergan aus dem Jahre 2007 bekannt.

## Leben
Marko kommt aus der Nähe von Augsburg. Sie wuchs im oberbayerischen Landkreis Neuburg-Schrobenhausen auf, wo sie auch zur Schule ging. Wegen eines seltenen Gendefekts wurde sie mit einer körperlichen Behinderung geboren. Sie hat keine Arme und nur ein Bein. Im Sommer 2005, als Marko 11 Jahre alt war, wurde sie von Michael Souvignier und dessen Produktionsfirma für die jugendliche Hauptrolle der acht- bis neunjährigen Katrin in dem Fernsehfilm Contergan engagiert. Der Kontakt zu Marko war über eine Wiener Selbsthilfegruppe für gliedmaßengeschädigte Kinder und Jugendliche vermittelt worden. Marko lernte ihren Text nicht vorab; stattdessen wurde, um ihr Spiel authentischer wirken zu lassen, nur der Ablauf der Szene vorher kurz besprochen, und dann gespielt, zunächst ohne, anschließend mit Kamera. Marko wurde an neun der insgesamt 54 Drehtage eingesetzt; teilweise wurde ihretwegen in den Herbstferien 2005 gedreht, damit sie nicht zu viel vom Unterricht versäumte.
Für ihre Darstellung wurde sie gemeinsam mit ihren „Filmeltern“ Katharina Wackernagel und Benjamin Sadler mit dem Bambi ausgezeichnet. Kurz vor der Ausstrahlung des Fernsehfilms war sie 2007, im Alter von 13 Jahren, in der Talksendung Menschen bei Maischberger zu Gast.
Mit 16 Jahren machte Marko ihren Realschulabschluss und absolvierte anschließend eine Ausbildung zur Kauffrau für Bürokommunikation, bei der zur EADS gehörenden LFK Lenkflugkörpersysteme GmbH in Schrobenhausen, wo sie nach ihrer Ausbildung auch übernommen wurde. Später absolvierte Marko außerdem eine Weiterbildung zur Personalfachwirtin. Sie arbeitet in Vollzeit als Personalsachbearbeiterin, zeitweise war sie auch als HR-Administratorin tätig. 2011 erwarb sie, knapp 18-jährig, die PKW-Fahrerlaubnis; das Lenkrad bedient sie mit einem Joystick. Sie ist verheiratet, Mutter zweier Kinder und betreibt soziale Profile auf Facebook und Instagram. Sie ist mittlerweile auch als Influencerin aktiv.
2016 wurde sie unter anderem in der Kampagne „Wir machen’s einfach“ der Aktion Mensch in einem Film porträtiert. 2018 wirkte sie in einem Imagefilm des Schweizer Vereins ProInfirmis mit, der auf eine humorvolle Art Menschen mit unterschiedlichsten Behinderungen zeigt, die ihren Alltag genauso meistern wie Menschen ohne Behinderung.

## Filmografie (Auswahl)
- 2007: Contergan (Fernsehfilm)

## Auszeichnungen
- 2007: Bambi[7]
- 2007: Goldene Bürgermedaille der Gemeinde Gachenbach[11]
- 2018: Proud to be me Award in der Kategorie „Outstanding Personality“ der Business Women’s Society[12]